# Alexander Schmorell
Alexander Schmorell ou Saint Alexandre Schmorell est un résistant allemand, l'un des fondateurs du groupe La Rose blanche (Die Weiße Rose), né le 16 septembre 1917 à Orenbourg en Russie, et guillotiné le 13 juillet 1943 à la prison Stadelheim de Munich. Chrétien-orthodoxe très pieux, il a été canonisé par l'Église russe en février 2012 en tant que Saint local.

## Jeunesse
Alexandre Schmorell est né  le 16 septembre 1917 à Orenbourg, en Russie. Son père était docteur, Russe allemand, et sa mère russe, fille d'un prêtre orthodoxe (les hommes mariés peuvent être ordonnés prêtres dans l'Église orthodoxe). Schmorell est baptisé chrétien-orthodoxe. Sa mère décède du typhus pendant la guerre civile russe, alors qu'il est âgé d'à peine deux ans. En 1920, son père se remarie avec une femme, elle aussi d'ascendance allemande. Fuyant les Bolchéviks et l'instauration du communisme, la famille part en Allemagne et s'installe à Munich en 1921. La gouvernante russe d'Alexandre viendra aussi en Allemagne et l'éduquera en russe, ce qui lui permettra d'être parfaitement bilingue. Il ne perdra jamais son lien spirituel avec la Russie et fréquentera toute sa vie la paroisse orthodoxe russe de Munich. Il se considérait d'ailleurs comme russe et allemand.

## Service militaire
Après avoir obtenu le diplôme de l'Abitur, il est appelé à faire le service du travail (Reichsarbeitsdienst) qui précède le service militaire, puis il doit faire ce dernier dans la Wehrmacht. Il prend part en tant que conscrit à l'annexion de l'Autriche puis à l'invasion de la Tchécoslovaquie.

## Engagement contre le nazisme
Il commence des études de médecine en 1939. C'est à cette époque qu'il fera la connaissance d'Hans Scholl, en 1940. Il a rédigé avec lui les quatre premiers tracts anti-nazis du mouvement. Il a notamment écrit un passage (dans le deuxième tract) protestant très fermement contre l'Holocauste. Il fera également plus tard la connaissance de Willi Graf.
En juin 1942, il est rappelé dans la Wehrmacht et envoyé sur le front russe en tant qu'aide-soignant militaire avec Hans Scholl, Willi Graf et Jurgen Wittenstein. Il protestera contre les mauvais traitements infligés aux prisonniers ennemis et aux civils locaux.
De retour en Allemagne, il  établit le contact avec le professeur Kurt Huber en décembre 1942. Il écrit en janvier 1943 le cinquième tract « Appel à tous les Allemands ». Il écrivit aussi sur des murs d'immeubles munichois « À bas Hitler » (Nieder mit Hitler!) ou « Liberté » (Freiheit) et a dessiné des croix gammées barrées.
Il est arrêté le 24 février 1943, traduit en jugement le 19 avril devant le tribunal du Volksgerichtshof, et condamné à mort pour activités antinazies et confession de la foi orthodoxe. Il enverra un testament à sa famille, dans lequel il déclarera « Aujourd'hui, par la volonté de Dieu, il m'est donné d'achever ma vie terrestre, afin de passer dans une autre qui ne se terminera jamais et dans laquelle nous nous reverrons de nouveau. Que cette rencontre future soit votre consolation et votre espérance. Malheureusement, pour vous, ce coup est plus pesant que pour moi qui pars avec la conscience d'avoir servi mes convictions sincères et une action juste. Cela me permet d'attendre l'heure de la mort avec une conscience tranquille. ».
Il est guillotiné le 13 juillet à la prison de Stadelheim de Munich, à l'âge de vingt-cinq ans. Il est ensuite enterré selon le rite orthodoxe au cimetière Friedhof am Perlacher Forst de Munich.

## Canonisation

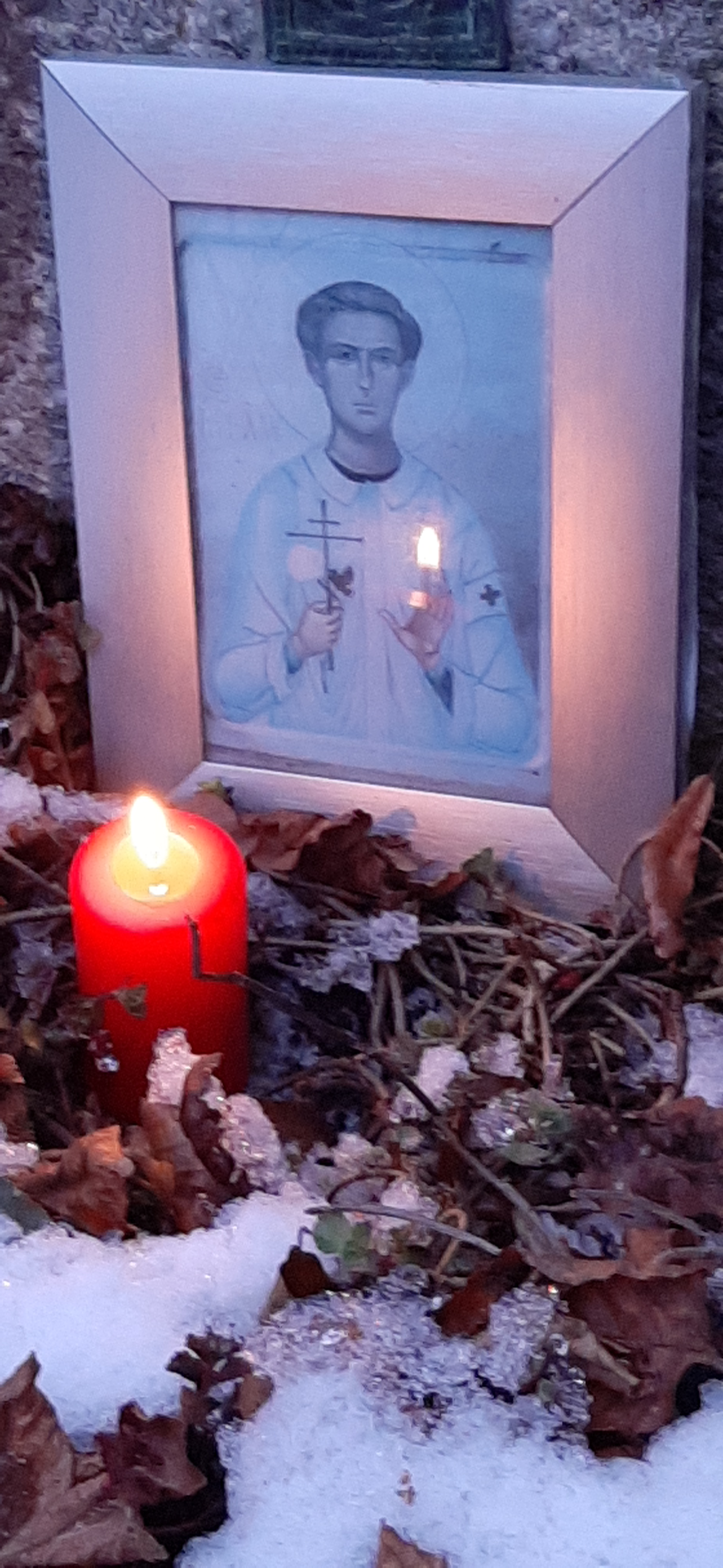
Icône de Saint Alexandre Schmorell à proximité de sa tombe.

Saint Alexandre Schmorell a été canonisé en tant que néomartyr et confesseur de la foi pour avoir défendu sa foi orthodoxe, et combattu par elle le régime nazi.
L'Église orthodoxe russe hors-frontières a annoncé en 2007 qu'Alexandre Schmorell serait canonisé en tant que Saint local. La canonisation a été faite le 5 février 2012.
Le Métropolite Hilarion, Primat de l'Église russe hors-frontières, a déclaré que « c'est par sa vie pleine d’abnégation, ses labeurs spirituels et sa mort en martyr, qu'Alexandre Schmorell a témoigné de son amour envers Dieu et son image, reflétée dans notre prochain. »

## Héritage
Un livre lui a été consacré par l'auteur russe Igor Khramov : L'âme russe de la « Rose blanche » (Игорь Храмов : «Русская душа „Белой розы“») et un film —  Recherche de la « Rose blanche » du cinéaste Savva Kulish (Савва Кулиш: В поисках «Белой розы»).
Un Office écrit a été composé en son honneur.